# More ABBA Gold: More ABBA Hits
More ABBA Gold: More ABBA Hits — альбом-компиляция шведской группы ABBA. Выпущенный в 1993 году, он стал как бы продолжением успешного прошлогоднего релиза ABBA Gold: Greatest Hits.

## Об альбоме
В альбоме ABBA Gold присутствовали 19 наиболее заметных хитов международного масштаба, но некоторые не менее известные песни вроде «Summer Night City» и «Angeleyes» остались «за бортом». Также он не включил в себя ряд других песен группы (записи начала 1980-х: «Head over Heels» и «The Day Before You Came»; вторые стороны известных синглов и просто треки с альбомов, а также «I Am the City», записанная в 1982 году, но так и не выпущенная). Всё это вышло в свет на альбоме More ABBA Gold: More ABBA Hits.

## Список композиций
Все песни написаны Ульвеусом и Андерссоном, если не указано иное.
1. «Summer Night City» (1978) — 3:34
2. «Angeleyes» (1979) — 4:20
3. «The Day Before You Came» (1982) — 5:51
4. «Eagle» (1977) — 4:26
5. «I Do, I Do, I Do, I Do, I Do» (1975) (Anderson, Andersson, Ulvaeus) — 3:16
6. «So Long» (1974) — 3:06
7. «Honey, Honey» (1974) (Anderson, Andersson, Ulvaeus) — 2:55
8. «The Visitors» (1981) 1993 edition: edited — 4:27, 1999 edition and subsequent reissues: — 5:47
9. «Our Last Summer» (1980) — 4:19
10. «On and On and On» (1980) — 3:38
11. «Ring Ring» (1973) (Anderson, Andersson, Ulvaeus, Neil Sedaka & Phil Cody) — 3:03
12. «I Wonder (Departure)» (1977) (Anderson, Andersson, Ulvaeus) — 4:37
13. «Lovelight» (1979) Издание 1993 года: 3:18, 1999 и позднее — 3:48
14. «Head Over Heels» (1981) — 3:45
15. «When I Kissed the Teacher» (1976) — 3:01
16. «I Am the City» (1993) — 4:01
17. «Cassandra» (1982) — 4:50
18. «Under Attack» (1982) — 3:48
19. «When All Is Said and Done» (1981) — 3:18
20. «The Way Old Friends Do» (1980) — 2:53

## Юбилейное издание
Подобно ABBA Gold: Greatest Hits, в 1999 году альбом был перевыпущен с некоторыми изменениями.

### Список композиций в Австралии
1. «Summer Night City»
2. «Angeleyes»
3. «The Day Before You Came»
4. «Eagle»
5. «Super Trouper»
6. «So Long»
7. «Honey, Honey»
8. «The Visitors»
9. «Our Last Summer»
10. «On and On and On»
11. «I Have a Dream»
12. «I Wonder (Departure)»
13. «Head Over Heels»
14. «When I Kissed the Teacher»
15. «I Am the City»
16. «Under Attack»
17. «When All Is Said and Done»
18. «The Way Old Friends Do»
19. «Thank You for the Music»

## Чарты и сертификации
Чарты
| Страна     | Высшая позиция |
| ---------- | -------------- |
| Австралия  | 38             |
| Австрия    | 7              |
| Канада     | 48             |
| Германия   | 9              |
| Венгрия    | 16             |
| Норвегия   | 16             |
| Нидерланды | 10             |
| Швеция     | 3              |
| Швейцария  | 13             |
| UK         | 13             |

Сертификации
| Страна         | Сертификация | Продажи  |
| -------------- | ------------ | -------- |
| Австралия      | золотой      | 35,000+  |
| Канада         | золотой      | 50,000+  |
| Германия       | золотой      | 250,000+ |
| Новая Зеландия | золотой      | 7,500+   |
| Швеция         | платиновый   | 100,000+ |
| Швейцария      | платиновый   | 50,000+  |
| UK             | платиновый   | 300,000+ |